# Hernádnémeti
Hernádnémeti est un village et une commune du comitat de Borsod-Abaúj-Zemplén en Hongrie.

## Personnages célèbres
Paul Kallos, dont le père est médecin, naît à Hernádnémeti en Hongrie dans une famille bourgeoise. Il réalise en 1938 ses premiers dessins, des copies, lors d'une maladie qui l'immobilise durant quelques mois. Les études secondaires qu'il commence en 1940 à Kiskunhalas sont interrompues par la guerre. Déporté par le pouvoir nazi en 1944 à Auschwitz, où périt une grande part de ses proches, il est en 1945 de retour en Hongrie et entre en 1946 à l'école des Beaux-Arts de Budapest, influencé par le surréalisme puis l'abstraction géométrique et y ayant pour ami Georges Feher.